# Дюплантис, Арман
Арман (Мондо) Дюплантис (швед. Armand "Mondo" Duplantis; род. 10 ноября 1999[…], Лафейетт, Луизиана) — шведский прыгун с шестом, двукратный олимпийский чемпион (2020 и 2024), двукратный чемпион мира (2022 и 2023), трёхкратный чемпион мира в помещении (2022, 2024 и 2025), трёхкратный чемпион Европы (2018, 2022 и 2024), чемпион Европы в помещении 2021 года. Рекордсмен мира (6,28 м, 15 июня 2025) и обладатель высшего мирового достижения в помещении (6,27 м, 28 февраля 2025). Обладатель олимпийского рекорда — 6,25 м.

## Биография

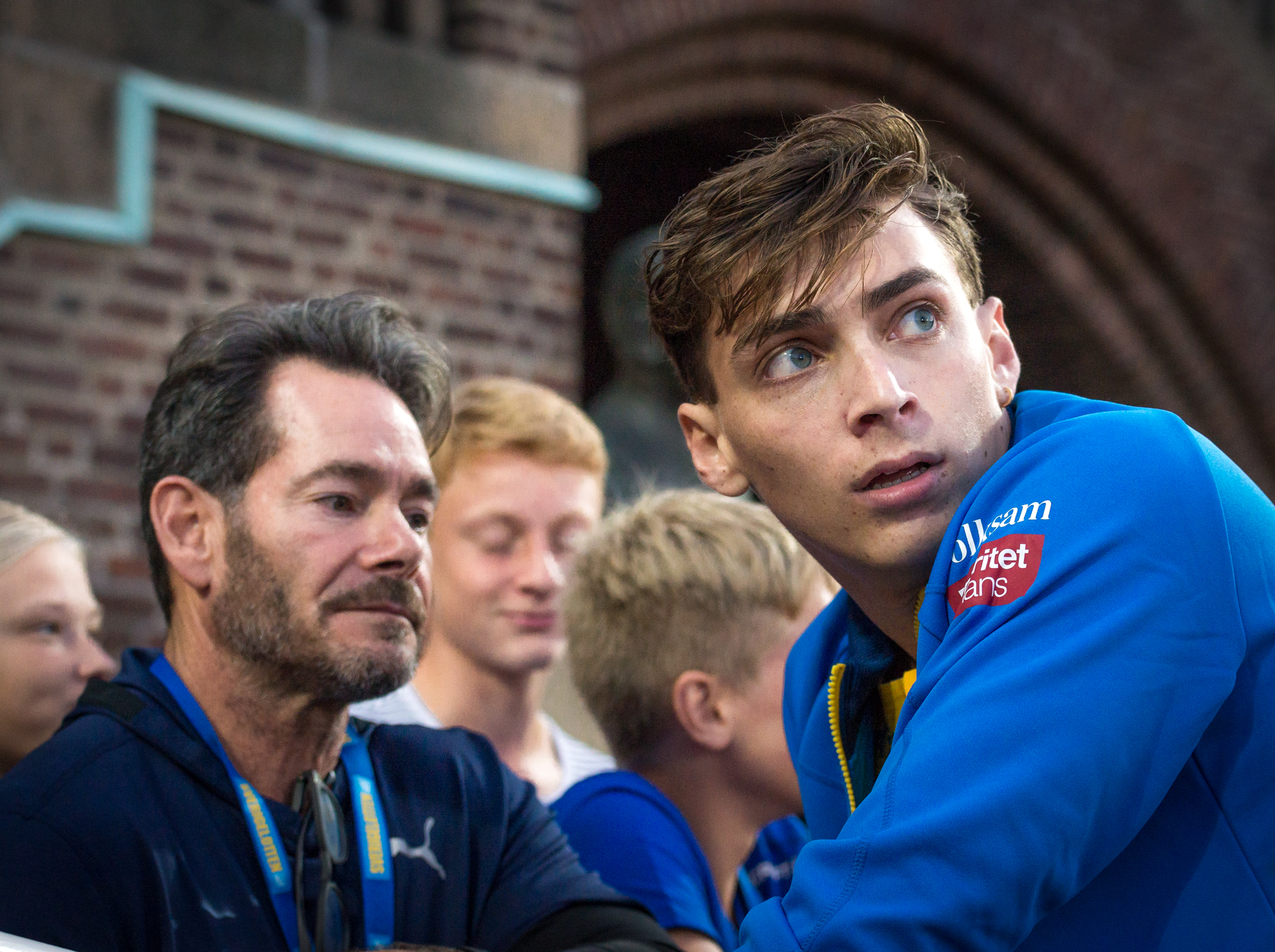
Арман (справа) со своим отцом и тренером Грегом Дюплантисом в августе 2019 года в Стокгольме

Отец — американец Грег Дюплантис, каджунского происхождения, бывший прыгун с шестом (личный рекорд — 5,80 м); мать — шведка Хелена Дюплантис (Хедлунд), бывшая многоборка. У Армана есть два старших брата Андреас и Антуан и младшая сестра Юханна. Старшие братья также занимались спортом и олимпиадной математикой.
Арман дебютировал на международной арене в 2015 году, став победителем чемпионата мира среди юношей. В 2016 году стал бронзовым призёром чемпионата мира среди юниоров.
В начале 2017 года Арман установил юниорский мировой рекорд в помещении среди юниоров в прыжке с шестом — 5,82 м. В апреле 2017 года 17-летний Дюплантис установил новый юниорский мировой рекорд, а также побил 14-летний шведский рекорд, прыгнув на открытом воздухе в Остине (штат Техас) на 5,90 м. В 2017 году он победил на чемпионате Европы среди юниоров и занял 9-е место на чемпионате мира в Лондоне.
В январе 2018 года 18-летний Арман Дюплантис на соревнованиях в американском городе Рино улучшил свой же мировой рекорд в помещении среди юниоров в прыжке с шестом, прыгнув на 5,83 м.
В августе 2018 года на чемпионате Европы в Берлине (Германия) победил с результатом 6,05 м, обновив тем самым национальный рекорд. Арман стал первым с 1950 года шведом, выигравшим золото чемпионата Европы в прыжке с шестом и первым с 1971 года шведским призёром в этой дисциплине.

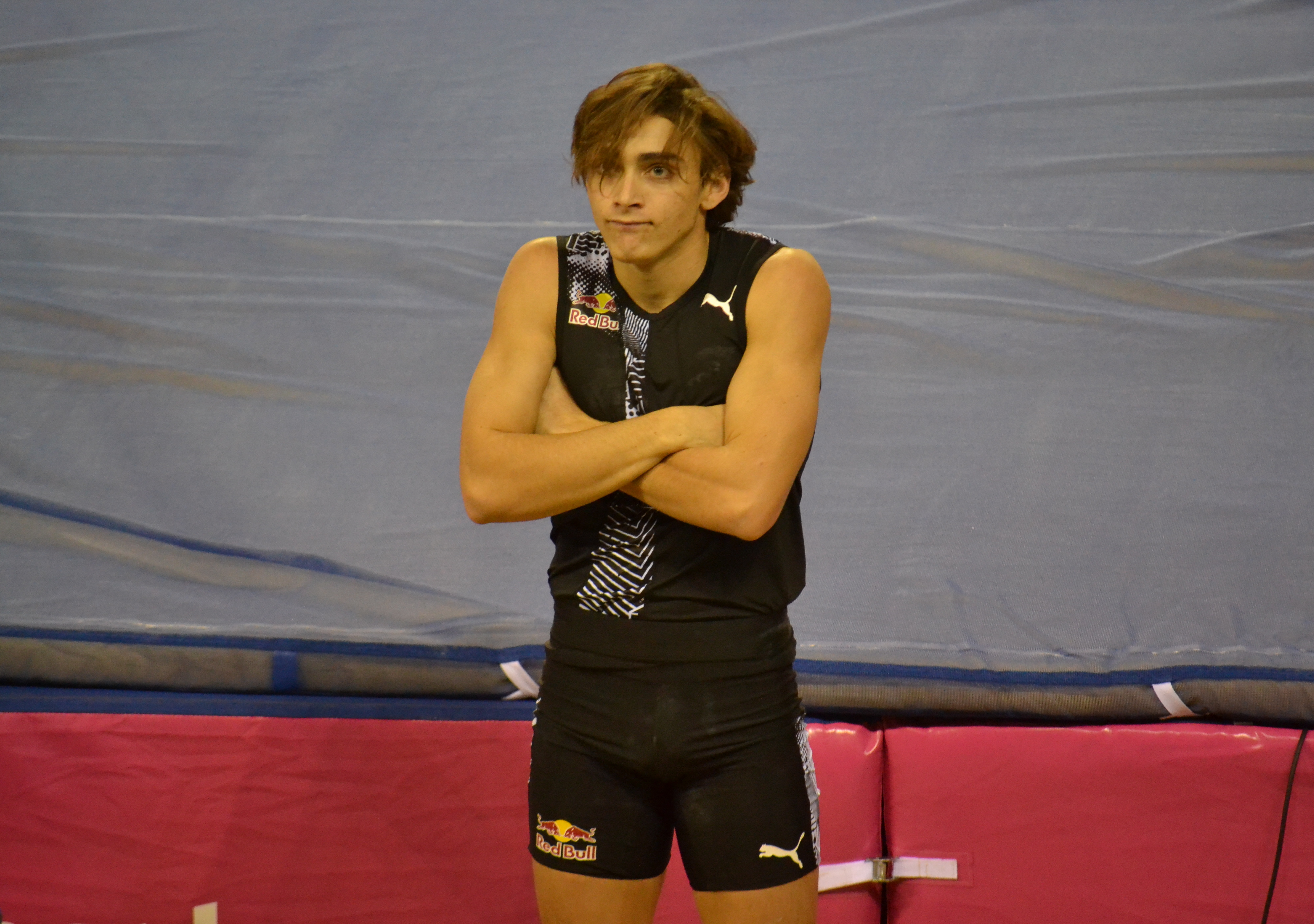
15 февраля 2020 года

1 октября 2019 года Арман стал серебряным призёром чемпионата мира в Дохе. В квалификации швед показал результат 5,75 м, взяв планку только с третьей попытки. В финале Дюплантис показал результат 5,97 м, а на высоте 6,02 м трижды сбил планку. Чемпион мира 2017 года Сэм Кендрикс также прыгнул на 5,97 м, но по попыткам обошёл Дюплантиса.
8 февраля 2020 года 20-летний Арман Дюплантис установил мировой рекорд в прыжках с шестом на турнире в зале в Торуни (Польша) — 6,17 м. 15 февраля на турнире в Глазго в зале Дюплантис во второй раз в течение одной недели улучшил мировой рекорд в прыжках с шестом — 6,18 м. 20 февраля на соревнованиях в Льевене (Франция) Арман победил с результатом 6,07 м.
17 сентября 2020 года на соревнованиях в Риме установил высшее мировое достижение в прыжках с шестом на открытом воздухе — 6,15 м, превысив на один сантиметр результат Сергея Бубки, показанный 31 июля 1994 года (с 2000 года Мировая атлетика не рассматривает рекорды в прыжках с шестом в помещении и на открытом воздухе как отдельные, так что мировым рекордом в прыжках с шестом Дюплантис владеет с февраля 2020 года). 20 апреля 2024 года на первом в Олимпийском сезоне этапе Бриллиантовой лиги в китайском Сямыне Арман установил новый мировой рекорд в прыжках с шестом 6,24 м, превзойдя на 1 см свой же рекорд, установленный в сентябре 2023 года.
5 августа на Олимпийских Играх в Париже с третьей попытки преодолел планку в 6,25 м, установив новый олимпийский и мировой рекорд. 25 августа 2024 года Хожуве (Силезия, Польша) на Мемориале Камилы Скалимовской — двенадцатом этапе серии легкоатлетических турниров «Бриллиантовая лига» Арман установил новый мировой рекорд в 6,26 м.
28 февраля 2025 года во Франции установил новый мировой рекорд, в том числе и в помещении в 6,27 м.
15 июня 2025 года на этапе «Бриллиантовой лиги» в Стокгольме в 12-й раз побил мировой рекорд, взяв высоту 6,28 м.

## Основные результаты
| Год  | Соревнования                   | Место проведения          | Место | Результат |
| ---- | ------------------------------ | ------------------------- | ----- | --------- |
| 2015 | Чемпионат мира среди юношей    | Кали, Колумбия            | 1     | 5,30 м    |
| 2016 | Чемпионат мира среди юниоров   | Быдгощ, Польша            | 3     | 5,45 м    |
| 2017 | Чемпионат Европы среди юниоров | Гроссето, Италия          | 1     | 5,65 м    |
| 2017 | Чемпионат мира                 | Лондон, Великобритания    | 9     | 5,50 м    |
| 2018 | Чемпионат мира в помещении     | Бирмингем, Великобритания | 8     | 5,70 м    |
| 2018 | Чемпионат мира среди юниоров   | Тампере, Финляндия        | 1     | 5,82 м    |
| 2018 | Чемпионат Европы               | Берлин, Германия          | 1     | 6,05 м    |
| 2019 | Чемпионат мира                 | Доха, Катар               | 2     | 5,97 м    |
| 2021 | Чемпионат Европы в помещении   | Торунь, Польша            | 1     | 6,05 м    |
| 2021 | Олимпийские игры               | Токио, Япония             | 1     | 6,02 м    |
| 2022 | Чемпионат мира в помещении     | Белград, Сербия           | 1     | 6,20 м    |
| 2022 | Чемпионат мира                 | Юджин, США                | 1     | 6,21 м    |
| 2022 | Чемпионат Европы               | Мюнхен, Германия          | 1     | 6,06 м    |
| 2023 | Турнир All Star Perche         | Клермон-Ферран, Франция   | 1     | 6,22 м    |
| 2023 | Чемпионат мира                 | Будапешт, Венгрия         | 1     | 6,10 м    |
| 2024 | Олимпийские игры               | Париж, Франция            | 1     | 6,25 м    |

## Достижения
- Королевская медаль Его Величества за заслуги перед шведским спортом (28 января 2025 года)[17]

- Премия Laureus в номинации «Спортсмен года» (21 апреля 2025 года)[18]